# Akelorafe
Akelorafe (lat. Acoelorraphe), biljni rod iz porodice palmovki. Jedini predstavnikl je A. wrightii s Floride i Srednje Amerike i Antila.
Naziv Acoelorrhaphe je nom. inval.